# LandXML
LandXML ist ein Dateiformat zum Austausch georeferenzierter Objekte. Es ist eine Anwendung vom XML und erlaubt die Übermittlung von Objekten mit Attributen, Relationen und Geometrien schwerpunktmäßig für Vermessungs- und Tiefbauanwendungen. Es dient zur Beschreibung von Vermessungsdaten wie etwa zu Flurstücken, Rohrleitungen und Straßen.